# Przeworno
Przeworno est une localité polonaise et siège de la gmina de Przeworno, située dans le powiat de Strzelin en voïvodie de Basse-Silésie.

## Histoire
Jusqu'en 1945, Prieborn fait partie de l'arrondissement de Strehlen, dans le district de Breslau de la province de Silésie.